# Гірнича промисловість Іспанії
Гірнича промисловість Іспанії

## Загальна характеристика
Структурно у 1990-х рр. переважала вугільна (бл. 40%) промисловість, на 2-у місці була гірничорудна (бл. 25%). На межі ХХ-XXI ст. видобували ртуть, пірити, калійні солі, свинцево-цинкові, вольфрамові, уранові руди, залізняк, вугілля (табл. 1-3). Гол. імпортні товари — вугілля, фосфати, зал. руда, боксити і глинозем, мідний концентрат і азбест. Загалом імпорт у 1990-х рр. досягав 40% необхідної гірничої сировини. З мінеральної сировини І. експортує г.ч. ртуть, свинець, цинкові руди і концентрати, вольфрамовий концентрат, барит, бентоніт, каолін, флюорит, кам'яну сіль, срібло. Осн. ринки збуту — країни Західної Європи і Японія.
Вся мінеральна продукція до 2010 р. буде продаватися швейцарській компанії Glencore International AG [Mining Journal. 2003. V.340].
Ртуть видобувають на тер. І. декілька тисячоліть. Особливо інтенсивно її видобували з XV ст. Основний р-н розробки — пров. Сьюдад-Реаль. Основу ртутної промисловості складає унікальне за масштабами та якістю руд родов. Альмаден (на його частку у 1990-х припадало понад 30% світового видобутку ртуті).
На початку XXI ст. видобуток ртуті ведеться на найбільшому у світі родовищі Альмаден шахтним способом. Система розробки стелеуступна з селективною виїмкою. У 1981 поблизу Альмадену почала діяти відкрита копальня Ентредічо (продуктивність до 1 тис. т металу на рік). Забезпеченість загальними запасами ртуті максимального рівня її виробництва, досягнутого в 1995–1997 рр., з урахуванням 5%-них втрат при металургійному переділі складає в Іспанії 48 років.
Таблиця 1. — Динаміка видобутку паливно-енергетичних мінералів у Іспанії, тис.т.
| Мінерали           | 1999 | 2000 | 2001 |
| Антрацит           | 5436 | 5160 | 4694 |
| Вугілля            | 6295 | 6173 | 5798 |
| Чорний лігніт      | 3695 | 3630 | 3475 |
| Коричневий лігніт  | 8831 | 8103 | 8718 |
| Нафта              | 306  | 233  | 344  |
| Природний газ, Mm3 | 112  | 179  | 556  |

Таблиця 2. — Динаміка видобутку металічних мінералів у Іспанії, тис.т.
Таблиця 3. — Динаміка видобутку металічних
мінералів у Іспанії, тис.т.
| Мінерали   | 1999  | 2000  | 2001  |
| Мідь       | 3,5   | 23,6  | 10,9  |
| Цинк       | 153   | 200   | 160,7 |
| Свинець    | 28    | 58,5  | 35,5  |
| Золото, кг | 5 200 | 4 310 | 4 400 |
| Срібло (т) | 129   | 221   | 89    |
| Ртуть (т)  | 433   | 236   | 524   |
| Олово (т)  | 11    | 1     | 0,5   |
| Пірит      | 853   | 206   | 152   |
| Магнетит   | 64    | 67    | 55    |

Таблиця 3. — Динаміка видобутку неметалічних мінералів у Іспанії, тис.т.
| Мінерали               | 1999  | 2000  | 2001  |
| Флюорит, CaF2          | 133   | 135   | 126   |
| Оксид калію, К2О       | 656   | 653   | 569   |
| Сіль                   | 3 620 | 5 500 | 3 900 |
| Кремнезем              | 250   | 300   | 350   |
| Глини спеціальні       | 1 030 | 1 000 | 900   |
| Магнезит, MgO          | 183   | 160   | 214   |
| Барит, BaSO4           | 60    | 22    | 44    |
| Тальк                  | 111   | 121   | 115   |
| Лепідоліт              | 10    | 10    | 10    |
| Діатоміт               | 55    | 55    | 57    |
| Сульфат натрію, Na2SO4 | 1 000 | 1 000 | 1 065 |
| Целестин               | 110   | 130   | 134   |
| Каолін                 | 350   | 450   | 460   |
| Польовий шпат          | 430   | 550   | 650   |
| Карбонат кальцію       | 1 880 | 2 000 | 2 200 |

## Окремі галузі
Нафта і газ. Промисловий видобуток нафти в І. ведуть з 1967 р. До 1974 найбільшим було родовище Айолуенго. У 1970-75 рр відкриті і стали до ладу морські родовища Ампоста-Маріно, Дорадо та Касабланка. Це обумовило збільшення видобутку до 2 млн т у 1975. Одним з найбільших у 1980-х роках було родовища Касабланка, за ним — родов. Таррако в пров. Костельон-де-ла-Плана. У 1983 р видобували 3 млн т нафти. Надалі видобуток нафти суттєво скоротився, зокрема внаслідок вичерпання запасів.
В перші роки XXI ст. видобуток нафти дещо зростає, що зумовлено розробкою родовищ в Середземному морі (переважно Casablanca, Chipiron, Boqueron, Rodaballo). На Іберійському п-ові (поле Ayolenguo) видобувають бл. 2% нафти.
В країні у 1990-х роках діяло 10 нафтопереробних заводи загальною потужністю 7,6 млн т/рік.
Видобуток природного газу на початку XXI ст. стійко зростає, г.ч. за рахунок розробок родовищ Guadalquivir Valley і Huelva.
Вугілля. Видобуток вугілля в Іспанії почався у XIX ст., в 1860 видобуток склав 0,45 млн т, у 1984 — 40 млн т. Приріст видобутку забезпечено г.ч. за рахунок бурого вугілля, яке видобували відкритим способом. Основні р-ни видобутку бурого вугілля — Галісія, Арагона та Каталонія. Найбільшим у 1990-х роках був кар'єр на родов. Пуентес-де-Гарсія-Родрігес.
Основні р-ни видобутку кам. вугілля — пров. Астурія, Леон, Паленсія, Кордова. Шахтним способом розроблялися пласти кам. вугілля потужністю 0,5-3,0 м. Бл. 90% пластів — крутого падіння (70-80о). Глибина розробки 400–500 м.
На початку XXI ст. загальний видобуток вугілля скоротився приблизно в 2,2-2,4 разів (табл. 2), динаміка видобутку кам. вугілля по країні негативна.
Залізні руди. Видобуток зал. руд в І. почався в кінці XIX ст. для експорту в країни Західної Європи. Осн. залізорудний р-н — Більбао в пров. Біскайя. Зал. руди видобувають комбінованим способом.
Свинець і мідь. Іспанія на межі ХХ-XXI ст. — один з найбільших у ЄС виробників свинцю і міді. Бл. 50% мідної руди в 1990-х роках видобували на родов. Серро-Колорадо. В країні застосовували як відкритий так і підземний спосіб видобутку мідних руд. На межі ХХ-XXI ст. видобуток міді нестабільний (див. табл. 1).
У 2-й половині XIX ст. І. відігравала головну роль світовій свинцеводобувній промисловості. У 1975 р почали відкритим способом розробляти родовище Асналь-Кольяр (продуктивність ГЗК — понад 3 млн т руди на рік). З 1980 великим свинцево-цинковим рудником стає «Руб'ялес» (проектна потужність 1 млн т руди на рік). Розробку поліметалічних руд здійснюють г.ч. шахтним способом. Збагачення руд здійснюють за гравітаційно-флотаційними схемами з отриманням селективних концентратів. У 1983 р. видобували металу: Pb — 82 тис. т, Zn — 175 тис. т. На межі ХХ-XXI ст. ці показники нижчі, особливо по свинцю.
На єдиному відомому в Іспанії сульфідному мідно-нікелевому родовищі Агуабланка в 2002 р. була закінчена детальна розвідка зі складанням ТЕО освоєння родовища, підтверджені запаси якого становлять 15.7 млн т руди з середнім вмістом нікелю 0,66%, міді — 0,46%, МПГ і золота — 0.47 г/т. Родовище буде відпрацьовуватися відкритим способом. Проектна потужність гірничо-збагачувального підприємства по видобутку руди — 1.5 млн т, виробництву нікелю — 9 тис. т, міді — 7 тис. т, благородних металів в концентратах 0.6-0.8 т на рік.
Уран. Видобуток уранової руди розпочато у 1950-і роки. У 1982 р одержано бл. 175 т уранового концентрату. В кінці XX ст. розробляли такі уранові родовища: Сьюдад-Родріго (пров. Саламанка), Ель-Педрегаль (пров. Бадахос). Надалі спостерігалася негативна динаміка видобутку уранової руди. На межі ХХ-XXI ст. зі згортанням потужностей Майна Fe (Mina Fe) в пров. Саламанка, традиційне виробництво уранової руди в Іспанії припинилася.
Золото та срібло вилучають попутно при переробці поліметалічних руд. Єдиний продуцент золота в Іспанії — компанія Rio Narcea Gold Mines. Бл. 50% золота в країні видобувають в пров. Уельва. У 1983 р. видобуток золота становив 3,8 т, срібла — 184,7 т. На межі ХХ-XXI ст. видобуток золота зріс, а срібла — знизився (табл. 1).
Рідкісні та розсіяні елементи вилучають як попутні компоненти при переробці сульфідних руд.
Стронцій. Найбільше в країні родовище — Моктевівес біля Ґранади. На ньому в 1990-х роках видобували щорічно бл. 40 тис. т руди.
Гірничохімічна сировина. Пірит з метою вилучення з нього золота та срібла видобували в країні ще в VI ст. до н. е. У XIX ст. поклади піриту в Іспанії стали одним з найважливіших джерел сировини в Європі для виробництва сірчаної кислоти, заліза, міді, цинку, золота та срібла. В 1990-х роках розробку піриту вели відкритим та частково шахтним способом 6 компаній. На межі ХХ-XXI ст. динаміка видобутку піриту різко негативна.
Калійні солі. Найбільший рудник з видобутку калійних солей в країні — «Памплона» в пров. Наварра. Застосовують камерно-стовпову систему з гідрозакладенням. За оцінкою Геологічної служби США в 2000 р. (в дужках дані за 1999 р.) у Іспанії видобуто 450(656) тис. т калійних солей в перерахунку на K[2]О (9-е місце після Канади, Бєларусі, Росії, ФРН, Ізраїлю, США, Йорданії), у світі — 25,552(25,239) млн т.
Кухонну сіль видобувають як кам'яну, з підземних розсолів та шляхом випарювання морської води. На родов. Піносо та Поланко застосовують підземне вилуговування. Родов. Торрес-де-Беррельєн розробляють шахтним способом, застосовують камерно-стовпову систему. Найбільший в Зах. Європі солевидобувний комплекс з підземним видобутком — Піносо.
Сульфат натрію. Іспанія — єдиний в Зах. Європі виробник природного сульфату натрію, який одержують з ґлаубериту. У 1983 р. одержано 180 тис. т сульфату натрію. На межі ХХ-XXI ст. його видобуток перевищив 1 млн т/рік.
Флюорит видобувають в пров. Жерона, Овьєдо, Кордова та Ґранада. Виробляють кислотний та металургійний сорти флюориту. Забезпеченість країни загальними і підтвердженими запасами флюориту при рівні виробництва 1997 р. складає, відповідно (років) — 67 і 50.
Боксити видобувають відкритим способом в пров. Астурія, Наварра, Арагон, Каталонія.
Магнезит видобувають в пров. Наварра, Луго та Мадрид. У 1983 р. видобуто 170 тис. т магнезиту. Цей же рівень видобутку має місце і на 1999–2000 рр, при позитивній динаміці на початку XXI ст.
Нерудна індустріальні сировина. Каолін, бентоніт, сепіоліт, аттапульгіт видобувають в пров. Галісія, Астурія, Валенсія, Сорія, Гвадалахара, Теруель (всього бл. 200 родовищ). Видобуток ведуть г.ч. відкритим способом, застосовують гідромонітори.
Нерудні будівельні матеріали. Вапняк, мармур та крейду інтенсивно видобувають з 1980-х років. Вапняк видобувають у пров. Валенсія, Барселона, Малага. Мармур — в пров. Жерона, Аліканте, Ґранада, Малага. Високоякісну крейду — в пров. Таррагона.
Мінеральні води. На базі бікарбонатних, залізистих, хлоридно-натрієвих, сульфідних та сульфатно-кальцієвих вод в країні діє ряд курортів.

## Наукові установи. Геологічна служба. Підготовка кадрів. Друк
Наук. дослідження в галузі геології в І. організує і координує Вища рада наук. досліджень (з 1939). З нею пов'язані Ін-т геології і гірництва (Мадрид), Ін-т геол. досліджень (Барселона), ун-ти Овьєдо, Ґранади, Саламанкі, Мадриду; Нац. ін-т геофізики (1941), Нац. ін-т нафти і газу (1981). Наук. дослідження в галузі гірництва проводить також держ. підприємство «Empresa Nacional de Investigaciones Mineras, S. А.» («ADARO»). Освіту в галузі геології і гірн. справи в І. отримують перев. в ун-тах і в спец. школах при ун-тах. Осн. періодичні видання в галузі геології і гірн. справи: «Boletin Geologico у Minero» (з 1874), «Mineria у Metalurgia» (з 1941), «Metal» (з 1942), «Revista de Geofisica» (з 1942), «Industria Minera» (з 1958), «Acta Geologica Hispanica» (з 1966), «Rocas у Minerales» (з 1972), «Tecniterrae Revista espańola de geologia у mineria Tecniterrae» (з 1974).